# Elán DeFan
Elán DeFan, aussi connue comme Elán, est une auteur-compositeur-interprète mexicaine née le 1er mars 1983 à Guadalajara, Mexique.
Elán commence sa carrière en 2003 en écrivant un album entièrement chanté en anglais intitulé Street Child. Le guitariste Slash joue sur la chanson titre de cet album.  
Elán est une des premières artistes latino-américaines à avoir commencé sa carrière par un album chanté en anglais.
Sa discographie comporte six albums, dont un chanté en espagnol.

## Discographie
- Street Child (en) (2003)
- London Express (2005)
- What Can Be Done at This Point (2007)
- Shine (2008)
- Lost and Found (2009)
- Recuerdos y Tequila (2009)
- Regular Weird People (2011)